# 사타케 요시쿠니
사타케 요시쿠니(일본어: 佐竹義都, 1665년 ~ 1725년 3월 29일)는 일본 에도 시대의 다이묘로, 구보타 신덴 번의 초대 번주이다. 어릴적 이름은 쇼케마루(所化丸)이며, 통칭은 시로사부로(四郎三郎), 시키부(式部)이다.
간분 5년(1665년)에 사타케 요시오키의 장남으로 태어났다. 아버지 요시오키는 구보타 번주 사타케 요시타카의 맏아들이었으나 서출이어서 본가 상속을 하지 못했다. 덴나 2년(1682년), 쇼군 도쿠가와 쓰나요시를 알현하였다. 겐로쿠 원년(1688년) 3월 1일, 고쇼(小姓)가 되었고, 4월 12일에 해임되었다. 겐로쿠 14년(1701년), 구보타 번주 사타케 요시즈미로부터 영지 1만 석을 분할받아 구보타 신덴 번을 세웠다. 호에이 6년(1709년), 종5위하 시키부쇼(式部少輔)에 서임되었다. 교호 5년(1720년), 맏아들 요시카타에게 번주직을 물려주고 은거하였다. 교호 9년 4월 23일, 정신 이상으로 유거(幽居)의 몸이 되었고, 그해 6월 28일 에도 저택에서 칩거하게 되었다. 교호 10년 2월 15일, 61세의 나이로 사망하였다.
|  | 제1대 구보타 신덴 번 번주 1701년 ~ 1720년 | 후임 사타케 요시카타 |